# Johann Gotthard von Müller

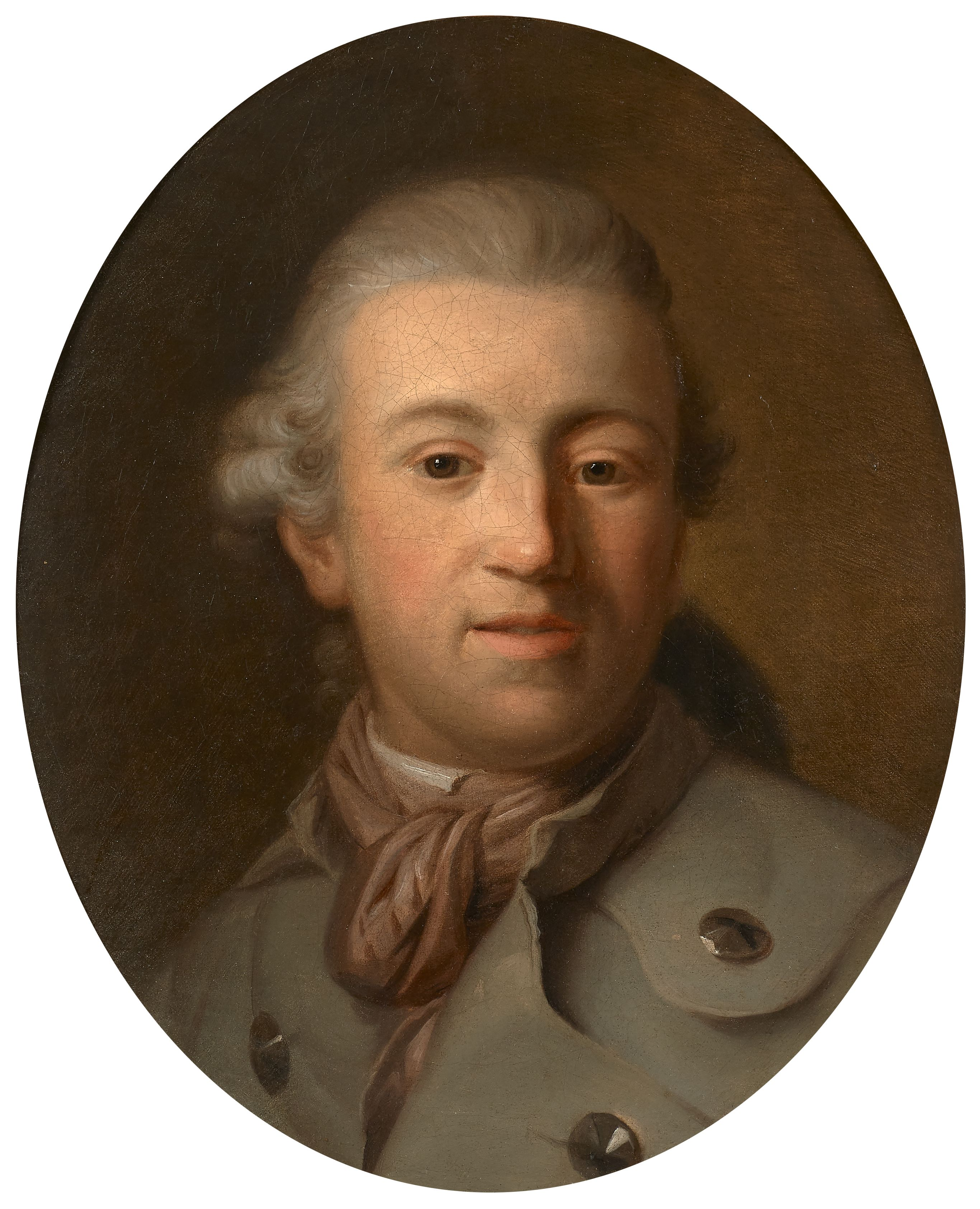
Johann Gotthard von Müller (Porträt von Johann Friedrich August Tischbein, 1773)

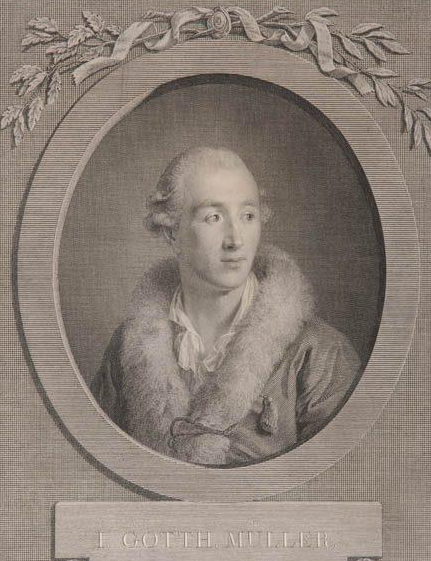
Johann Gotthard Müller, Kupferstich von Ernst Morace nach einem Gemälde von Tischbein

Johann Gotthard Müller, ab 1808 von Müller, (* 4. Mai 1747 in Bernhausen; † 14. März 1830 in Stuttgart) war ein deutscher Kupferstecher.

## Leben
Johann Gotthard Müller war ein Sohn des Bernhausener Schultheißen Johannes Müller und wurde im Haus Rosenstraße 22 in Bernhausen geboren. Über seine Mutter, die aus einem Pfarrhaus stammte und die Schwester des Bernhausener Pfarrers Bischoff war,  war er mit mehreren Geistlichen verwandt, die ihn auf die Ausbildung am Gymnasium vorbereiteten. In seinem 14. Lebensjahr begann er seine Gymnasialzeit in Stuttgart, um später am theologischen Seminar in Tübingen zu studieren. Neben dem Schulunterricht besuchte er auch den öffentlichen Freizeichenunterricht an der Académie des Arts, die Herzog Carl Eugen im Jahr 1761 eingerichtet hatte. Sein Lehrer wurde auf Müllers Talent aufmerksam und informierte auch den Herzog darüber. Dieser versuchte, Müller zu einem Kunststudium zu überreden, doch der junge Mann weigerte sich längere Zeit, seine geplante Laufbahn aufzugeben.
Einige Tage vor seiner geplanten Aufnahme in das Tübinger Stift änderte er jedoch seine Entscheidung. Er erhielt ein Stipendium von 100 Gulden pro Jahr und nahm am 4. September 1764 sein Studium an der Akademie auf. Sein Lehrer in der Malerei war Nicolas Guibal. Anfang 1770 wechselte er auf Befehl des Herzogs mit einem weiteren Stipendium, das diesmal 400 Gulden jährlich betrug, nach Paris, um dort auch im Kupferstechen ausgebildet zu werden. Laut der Order des Herzogs hätte er in Paris auch die Malerei nicht vernachlässigen sollen, doch Müller, der sich vor allem im Zeichnen hervortat, konzentrierte sich bald ganz auf den Kupferstich. Unterwiesen wurde er in Paris von Johann Georg Wille. In dieser Phase signierte er seine Werke mit „G. Miller“; ab 1772 verwendete er die Namensform Müller. Den ersten Kupferstich, den er offenbar selbst nicht mehr als Schülerarbeit ansah, schuf er 1773. Er gab ein Gemälde des Hofmalers R. Jollain wieder, das die Nymphe Erigone zeigte. Die Platte zu diesem Kupferstich dedizierte Müller seinem Herzog.
1774 schrieb Lavater Müller an, um ihn als Mitarbeiter für seine Physiognomischen Fragmente zu engagieren. Offenbar kam es aber zu keiner Zusammenarbeit. Umstritten ist, ob Müller Lavater wenigstens einige Vignetten lieferte. Müller lehnte in der Spätphase seines Studiums verschiedene Aufträge ab, um sich auf seine Ausbildung konzentrieren zu können. Ein Kupferstich aus dem Jahr 1774 ist La Joueuse de Cistre nach einem Bild des Malers Pierre-Alexandre Wille, dem Sohn des Kupferstechers Johann Georg Wille. Ab 1774/75 konzentrierte er sich auf Porträtdarstellungen. Frühe Beispiele für diese Schaffensphase sind ein Stich nach dem jugendlichen Selbstporträt von J. B. M. Pierre und ein Bildnis von Louis Leramberg nach einem Gemälde von N. S. A. Belle. Es folgte 1776 ein Bildnis des Malers Louis Galloche nach Louis Tocqué. Am 30. März 1776 wurde er in die Pariser Akademie aufgenommen. Im selben Jahr stach er das Porträt Willes nach einem Gemälde von Jean-Baptiste Greuze aus dem Jahr 1763.

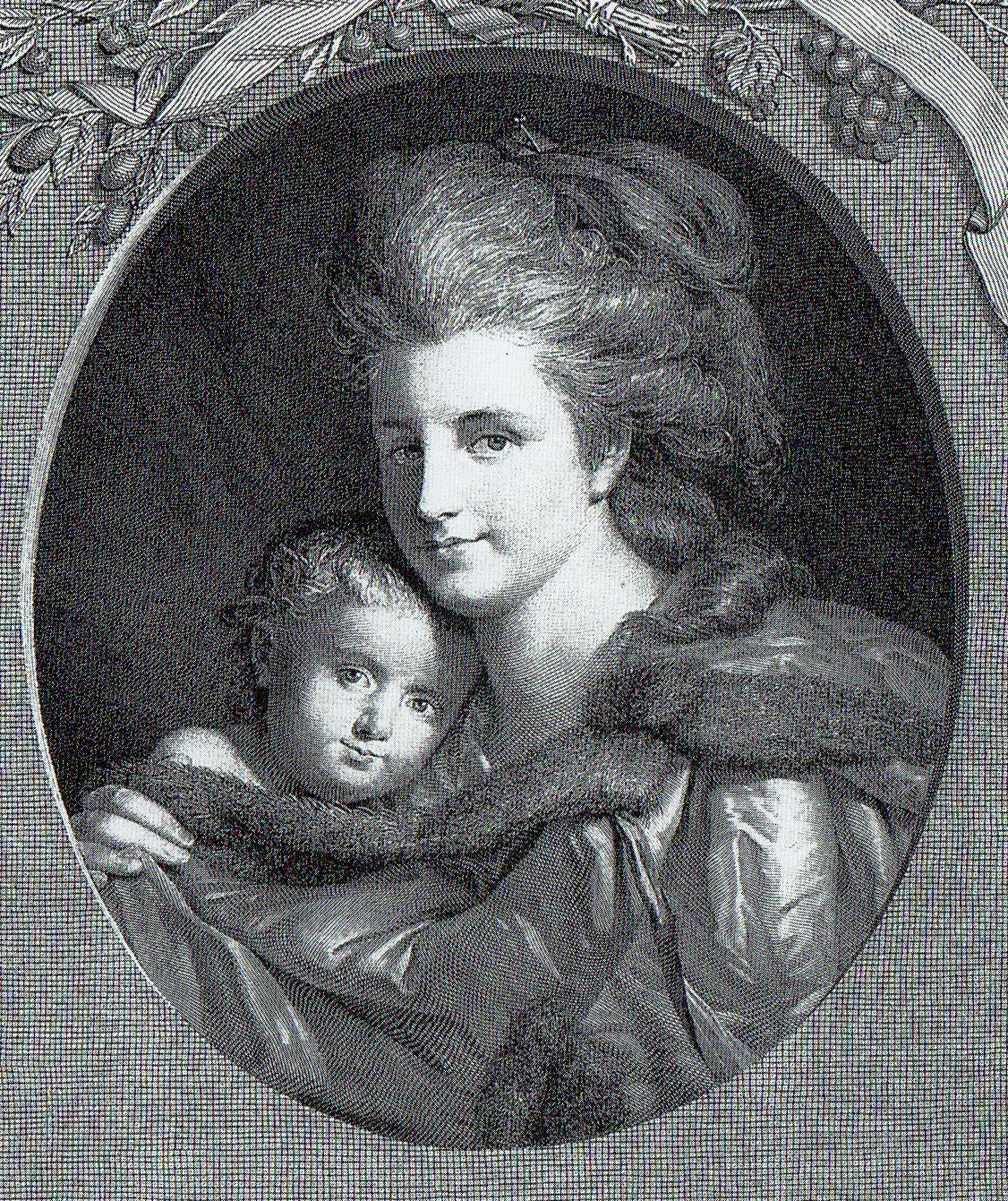
La Tendre Mère, nach Friedrich August Tischbein

Müller war damit zum gesuchten Künstler geworden. Nicht nur aus Paris gingen Anfragen ein, auch in Kassel hätte er günstige Berufsaussichten gehabt. Da er sich jedoch seinem Landesherrn verpflichtet fühlte, der ihn nach Paris geschickt hatte, damit später Württemberg von seinen Kenntnissen profitieren konnte, kehrte er im November 1776 nach Stuttgart zurück. Dort erhielt er die Titel eines Premier Graveur de S. A. und eines Professors der Kupferstecherkunst und begann an der Militär-Akademie des Herzogs zu lehren. Er erhielt ein Gehalt von 1000 Gulden, litt aber darunter, dass zunächst kein zweiter Lehrer für die Anfänger und auch kein gelernter Kupferdrucker eingestellt werden konnte, so dass Müller auch diese Aufgaben im Dienst der Anstalt übernehmen musste, nachdem Verhandlungen mit Carl Gottlieb Guttenberg, der diese Stelle übernehmen sollte, gescheitert waren. Als einziges eigenes Kunstwerk schuf er in dieser Zeit die Radierung Der heilige Hieronymus, die er für Lavater anfertigte. Im Jahr 1777 heiratete er die 17-jährige Charlotte Catharina Schnell, genannt Lotte, deren Eltern den Stuttgarter Gasthof zum Adler besaßen. Aus der Ehe ging eine Tochter hervor; Mutter und Kind wurden 1780 von Friedrich Tischbein porträtiert.
1779 hätte er nach Mailand wechseln können, wohin ihn die österreichische Regierung zu berufen versuchte. Auch aus Paris erreichte ihn eine Anfrage, zurückzukehren, doch fühlte er sich weiterhin Carl Eugen verpflichtet und blieb in Stuttgart. Sein erster Schüler Johann Friedrich Leybold entwickelte sich so gut, dass er ihm den Anfängerunterricht überlassen konnte und ihn auch zu seinem Stellvertreter machte, als er im Frühjahr 1781, ab Mannheim von Eberhard Wächter begleitet, doch noch nach Paris reiste, wo er die erste größere Platte drucken lassen wollte, die er in Stuttgart gestochen hatte: Alexandre vainqueur de soi-même nach einem Gemälde von Govaert Flinck. Dieses Kunstwerk befand sich in der Galerie Franziska von Hohenheims. Müllers Kupferstich wurde aber als ziemlich schwach eingestuft.
Lotte Müller, die ihren Mann begleitet hatte, starb am 7. Juli 1781 in Paris an einer Fiebererkrankung. Am 15. Januar 1782 heiratete Müller Catharina Rosine Schott aus Urach, die Tochter des dortigen Oberamtmannes. Im selben Jahr vollendete er den Stich Loth und seine Töchter nach Honthorst und 1783 begann er, das Pastellgemälde Tischbeins, das dieser von seiner ersten Frau und der Tochter geschaffen hatte, zu stechen. Es trägt den Titel La Tendre Mère. Tischbein malte 1782 übrigens auch Müllers zweite Gattin, mit der der Kupferstecher vier Söhne und zwei Töchter bekam, die das Erwachsenenalter erreichten; drei weitere Kinder starben früh.

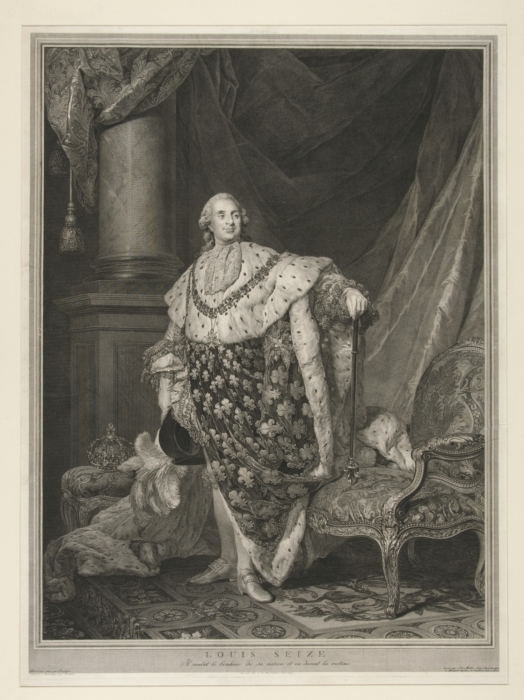
Ludwig XVI.

Neben seinen privaten Arbeiten leitete Müller weiterhin die Kupferstecherschule, die im Jahr 1781 acht Schüler hatte und bereits Gewinne einbrachte. Müllers Ruf war dementsprechend gut, und 1784 erhielt er den Auftrag, ein Porträt Ludwigs XVI. in Paris zu stechen. Vorlage sollte ein Ölbild von Joseph Siffred Duplessis sein. Zu diesem Zweck reiste Müller im Frühjahr 1785, begleitet von Johann Friedrich Cotta, erneut nach Paris und fertigte eine Zeichnung an, bat sich aber die Erlaubnis aus, den Kupferstich zu Hause in Stuttgart herstellen zu dürfen. Im September 1785 kehrte er über Flandern, Holland, Düsseldorf und Arolsen nach Stuttgart zurück, wo er bis 1790 an dem Kupferstich arbeitete, den er dann an die Frauenholzsche Kunsthandlung verkaufen konnte. 1793 ließ diese die Platte durch den Pariser Drucker Ramboz in Nürnberg drucken. Sie erhielt, da der König mittlerweile hingerichtet worden war, die Bildunterschrift Luis seize. Il voulut le bonheur de sa nation et en devint la victime. Die Behauptung, Müllers Platte sei später nach Frankreich verkauft worden, wo man den Kopf des guillotinierten Königs gegen den von Ludwig XVIII. ausgetauscht habe, ist laut dem biographischen Artikel über Müller in der ADB unwahr.
1785 kam ein Kupferstich nach dem Selbstporträt von Louise Elisabeth Vigée-Lebrun heraus, 1787 ein Bildnis Moses Mendelssohns nach Johann Christoph Frisch, 1788 ein Porträt des Herrnhuter Bischofs August Gottlieb Spangenberg nach Anton Graff.

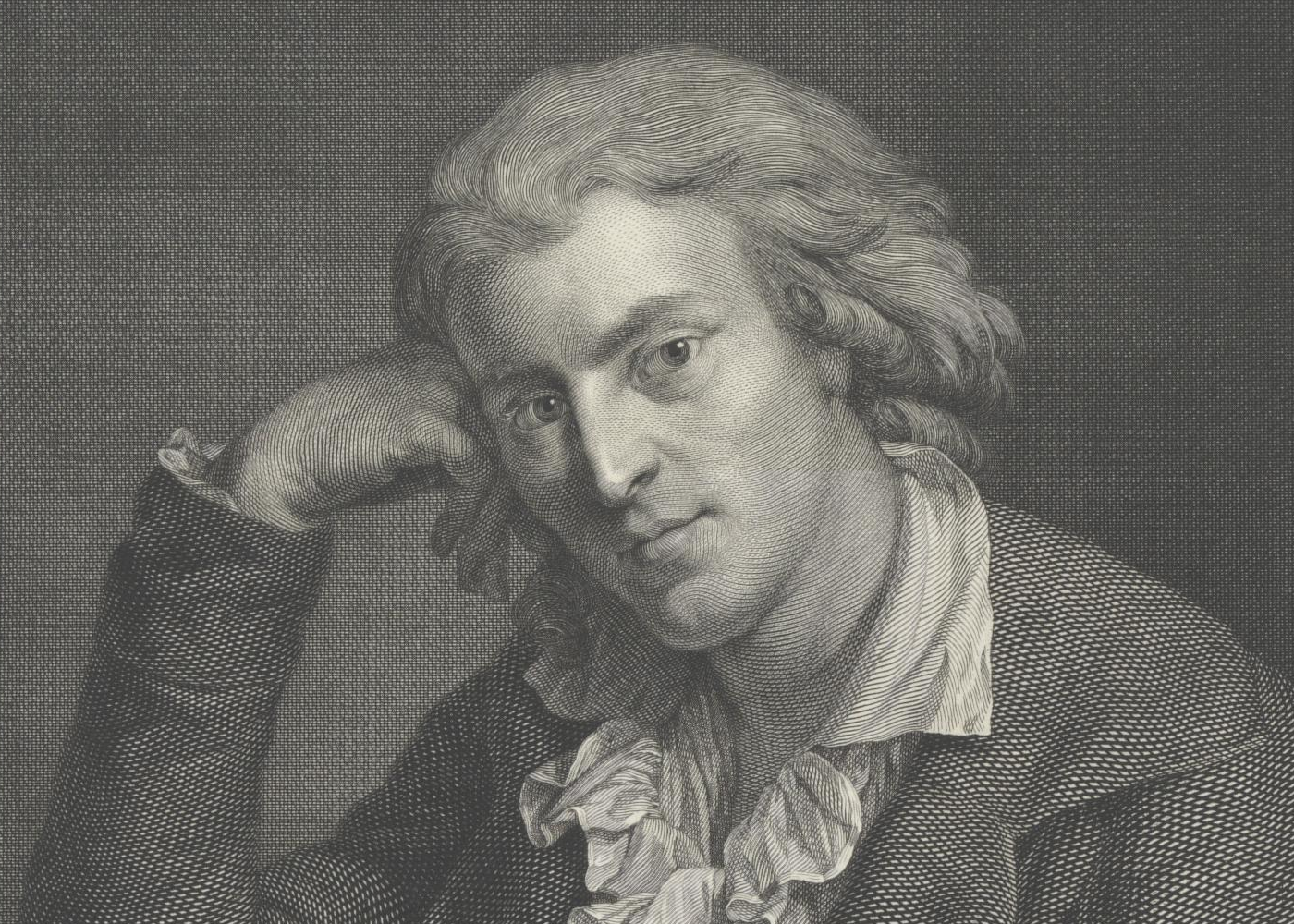
Das Schillerporträt (Detail)

1793/94 stach er das Bildnis Friedrich Schillers nach einem Gemälde von Anton Graff aus dem Jahr 1791 für die Frauenholzsche Ausgabe deutscher Gelehrter in Nürnberg. Schiller beurteilte diesen Kupferstich in einem Brief vom 26. Mai 1794 an Frauenholz sehr positiv: „Die Arbeit ist vortrefflich ausgefallen, der Stich voll Kraft und doch dabei voll Anmuth und Flüssigkeit.“
Nach dem Tod Carl Eugens im Herbst 1793 wurde die Hohe Karlsschule durch dessen Nachfolger Ludwig Eugen schon im Frühling 1794 aufgelöst. Zwar versuchte Ludwig Eugen die Kunstakademie und mit dieser auch die Kupferstecherschule am Leben zu erhalten, doch als im Mai 1795 Friedrich Eugen an die Macht kam und bald darauf außerdem die Verluste durch den Ersten Koalitionskrieg zu verkraften waren, kam das Ende dieser Einrichtung heran. Müller und seine Mitarbeiter Necker, Leybold, Schlotterbeck, Abel, Ketterlinus und Morace protestierten gegen die Beschlüsse der herzoglichen Rentkammer, ihre Gehälter einzusparen und die Kupferstecherschule zu schließen, doch im September 1796 wurde ihnen die Gehaltsentziehung angekündigt. Ein Pro Memoria, das Müller am 9. Januar 1797 veröffentlichte, hatte keine Wirkung. Am 15. Juni 1797 wurde ihm sein Gehalt endgültig entzogen. Ein Angebot, in Berlin zu arbeiten, hatte ihn schon im Jahr 1796 erreicht; Müller hatte die Anfrage Hardenbergs durch den Geheimen Rat von Massenbach damals jedoch abgelehnt, weil er hoffte, die Situation in seiner Heimat werde sich doch noch zum Besseren wenden. Im Herbst 1797 wurde er von der sächsischen Regierung an die Dresdner Akademie berufen, was der Fünfzigjährige jedoch ebenfalls ablehnte. Erbprinz Friedrich schließlich setzte ihm im Januar 1798 eine Pension von 600 fl. aus und versprach ihm eine Wiederanstellung, auch konnte Müller die vorhandenen Räumlichkeiten und Gerätschaften in einem Privatinstitut weiter nutzen und die Kupferdruckerei weiter führen.

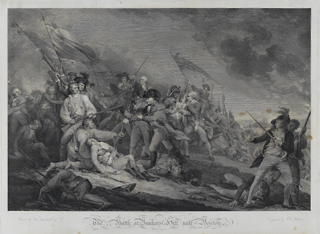
Die Schlacht von Bunkers-Hill

Müller stach in den Jahren 1795 bis 1797 das Selbstporträt Graffs für Frauenholz, ferner die Schlacht von Bunkers-Hill nach dem Gemälde von John Trumbull. Sie erschien 1798 bei A. C. Poggi in London unter dem Titel The Battle at Bunkers-Hill, near Boston June 17. 1775. Ferner schuf er Kupferstiche mit den Porträts des Freiherrn von Dalberg und des Anatomen Justus Christian Loder. 1801 reiste er mit Cotta nach Leipzig. Schiller, den er auf dieser Reise aufsuchte, schrieb damals an Goethe, der sich gerade auf dem Land aufhielt: „Es ist ein braver Mann, aber der Mann und seine Kunst erklären einander wechselsweise; er hat ganz das Sorgfältige, Reinliche, Kleinliche und Delicate seines Griffels“. Mit Schiller tauschte Müller Geschenke aus; als Gegengabe eines Drucks der Schlacht von Bunkers-Hill erhielt er eine Ausgabe der Maria Stuart.
Im Frühjahr 1802 reiste er ein weiteres Mal nach Paris, um sich nach Motiven für weitere Stiche umzutun. Er wählte die Madonna della Sedia von Raffael aus. Während der Arbeit an der zugehörigen Zeichnung erhielt er ein Angebot, Direktor der k. k. Kunstakademie in Wien zu werden. Müller lehnte wie üblich die Berufung an eine Stelle außerhalb Stuttgarts ab, benutzte den Brief des Ministers Cobenzl jedoch als Druckmittel, um die Einrichtung einer Staatszeichenschule in Stuttgart und für sich selbst ein lebenslanges Gehalt von 1200 fl. durchzusetzen. Ersteres misslang, das Gehalt jedoch wurde ihm zugebilligt. Daraufhin finanzierte er noch im selben Jahr für seinen Sohn Friedrich, seinen besten Schüler, eine Studienreise nach Paris.
1803 schuf er einen Kupferstich nach einer Zeichnung einer antiken Achillesbüste von J. D. Schubert für Beckers Augusteum. 1804 kam der Stich mit der Madonna della Sedia im Musée français heraus. Er erhielt den Titel La vierge à la chaise. Im selben Jahr wurde Müller Mitglied der königlich preußischen Akademie der Künste und mechanischen Wissenschaften in Berlin. 1806 starb Johann Gotthard Müllers zweiter Sohn Karl als Kaufmannslehrling in Leipzig.

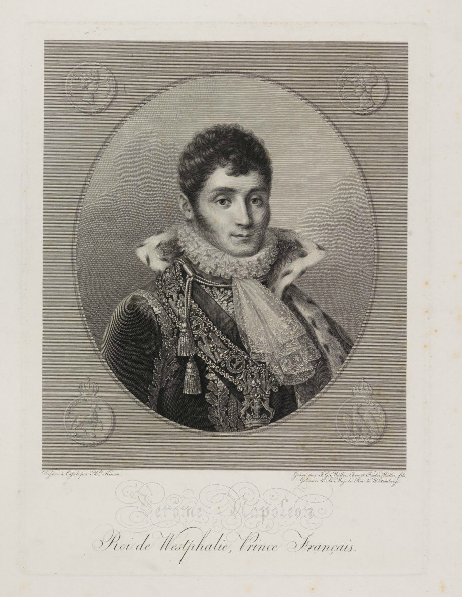
Jérôme Bonaparte

Der Sohn Friedrich, der 1806 aus Paris heimkehrte, brachte eine Zeichnung der heiligen Cäcilia nach Domenichino mit, die Johann Gotthard Müller zu einem Kupferstich für das Musée français verarbeitete, wo er 1809 erschien. 1810 stach er ein Porträt von Friedrich Leopold Graf zu Stolberg nach einem Gemälde von J. C. Rincklake, 1813 zusammen mit seinem Sohn Friedrich Müller ein Porträt von Jérôme Bonaparte nach Kinson, 1817 beendete er die Arbeit an einer heiligen Katharina nach einem Bild, das damals Leonardo da Vinci, später Bernardino Luini zugeschrieben wurde. Als 30. und letzte Platte bezeichnete er 1819 eine Mater sancta nach Lionello Spada.

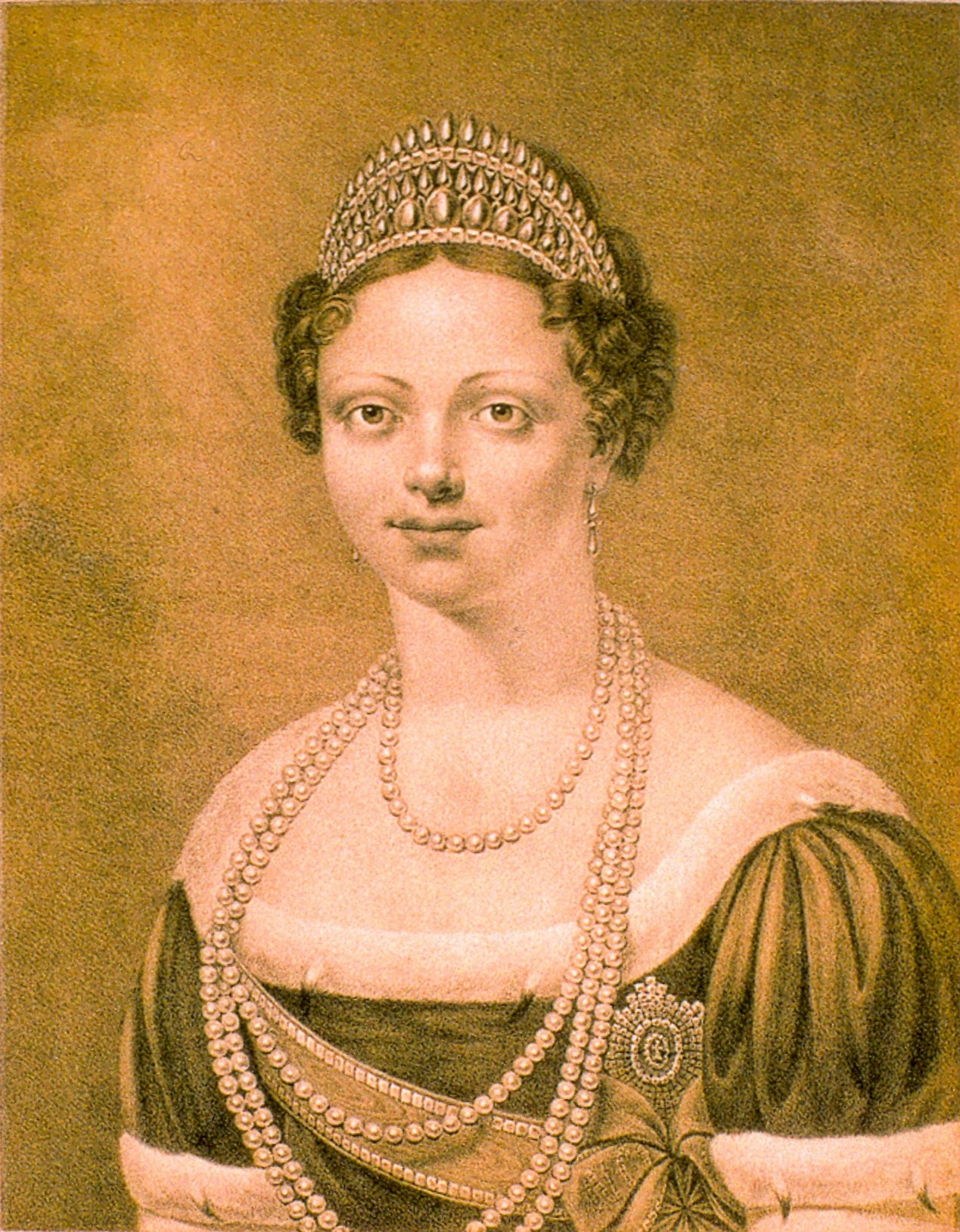
Königin Katharina

Im hohen Alter widmete sich Johann Gotthard Müller noch der Lithographie. Er schuf zunächst ein Bildnis der Königin Katharina, 1822 folgte das Porträt des Königs Wilhelm und 1823 das der zweiten Gemahlin des Königs, Pauline.
Seine späteren Jahre waren reich an Ehrungen. 1808 erhielt er das Ritterkreuz des Zivilverdienstordens, mit dem der persönliche Adel (Nobilitierung) verbunden war (den erblichen Adelsstand erhielt seine Familie 1877 mit der Nobilitierung seines Enkels Karl Friedrich Johann von Müller). 1812 wurde er Ehrenmitglied der k. k. Akademie der Kunst in Wien, 1814 Ehrenmitglied der königlich baierischen Akademie der Künste in München und der Akademie in Kopenhagen, 1817 wurde er in die Kunstcommission aufgenommen, der Dannecker vorstand, 1818 erhielt er das Ritterkreuz des Ordens der Württembergischen Krone.

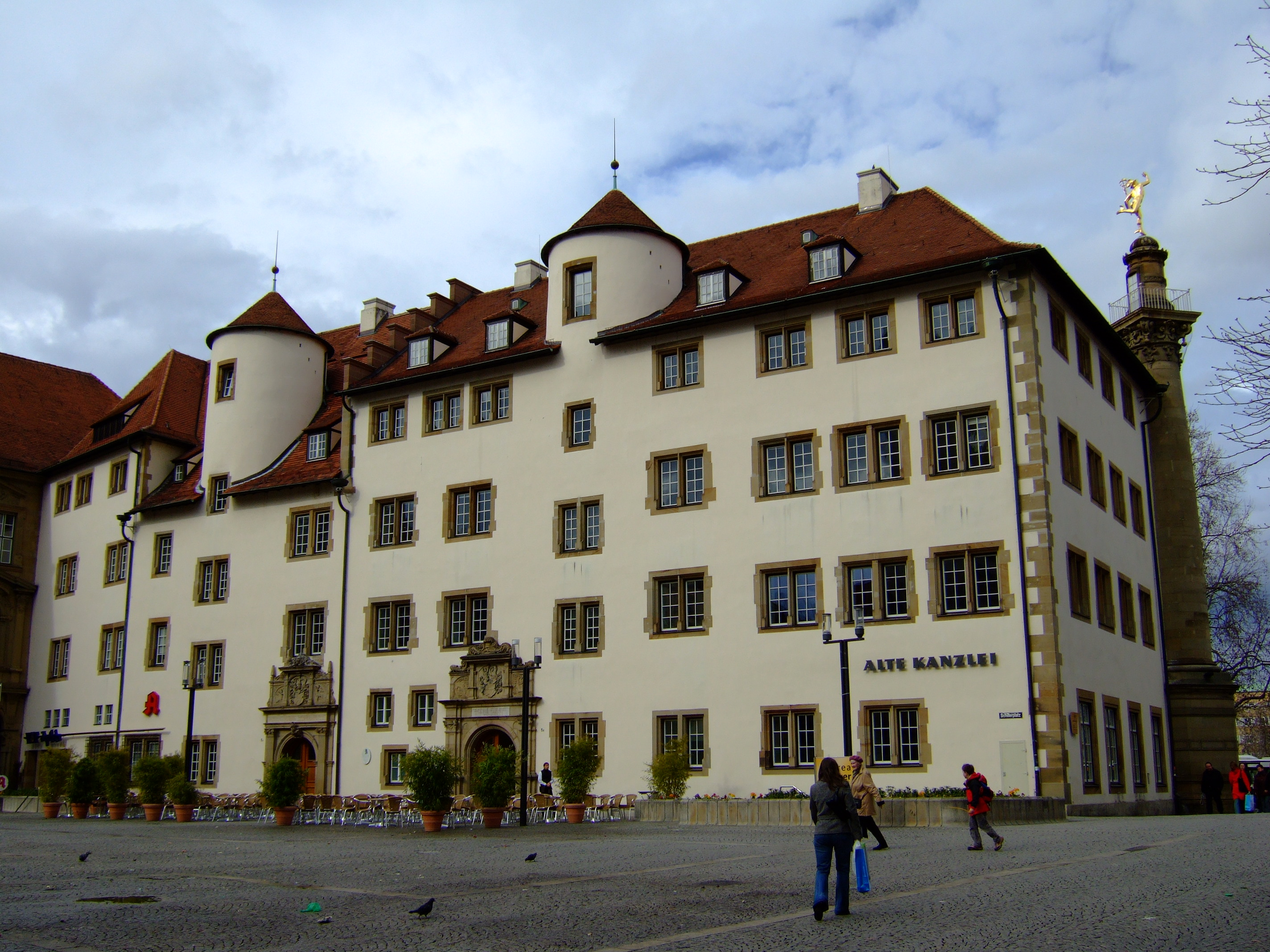
Die Alte Kanzlei

Aus der Kupferstecherschule, die Anfang des 19. Jahrhunderts in die Alte Kanzlei umzog, gingen Künstler wie August Seyffer, Aloys Keßler, Joh. G. Raber, Johann Pleikard Bitthäuser, Joh. Conr. Ulmer, Karl Barth, Gottfried Rist u. a. hervor. Friedrich Müller, der Sohn Johann Gotthard Müllers, galt allerdings als das größte Talent. Er starb im Jahr 1816. Auch der Sohn Eduard Christian (1798–1819), ein begabter Maler, starb in jungen Jahren. Johann Gotthard Müller verfertigte einen Kupferstich nach einem Selbstporträt seines Sohnes aus dem Jahr 1817, den er an die Freunde der Familie verteilte.
Seit 1809 war er korrespondierendes Mitglied der Königlich Niederländischen Akademie der Wissenschaften (seinerzeit Koninklijk Instituut, derde klasse).

## Johann Gotthard Müller in der Kunst
Johann Gotthard Müller wurde verschiedentlich porträtiert. Eine Zeichnung von Parizeau aus dem Jahr 1772 trägt den Titel J. G. Müller dessinant à la campagne. Ebenfalls aus der ersten Pariser Phase stammt ein Gemälde in Öl auf Kupfer von Kymli. Das Brustbild von Friedrich Tischbein aus dem Jahr 1782 wurde um 1792 von E. Morace in Kupfer gestochen. Dasselbe Gemälde wurde von Friedrich Müller abgezeichnet, der 1810 in einer weiteren, eigenständigen Zeichnung seinen Vater darstellte. A. Seubert und Berthold Pfeiffer, sein Urenkel, feierten ihn in Sonetten. Ein Porträt Müllers schuf der Schweizer Maler Johann Heinrich Meyer im Jahr 1814.